# Norman Trescowthick
Norman Charles Trescowthick (Clifton Hill, 1895. július 18. – Sarasota, 1966. március) ausztrál katona, 7 igazolt légi győzelmével első világháborús ászpilóta.

## Élete

### Származása
Charles Trescowthick 1895. nyarán született az ausztráliai Viktória területén fekvő Clifton Hillben.

### Katonai pályafutása
Az ifjú az első világháború kitörését követően csatlakozott a légierőhöz. Az ausztrál 4. repülőszázahoz került, amit 1918. nyarán Franciaország küldtek harcolni.
Trescowthick első légi győzelmét Sopwith Camel típusú gépével 1918. július 14. reggelén szerezte Laventie fölött. Második győzelmére sem kellett sokat várnia. július 30-án Armentièrestől nem messze szerezte meg újabb győzelmét egy Fokker D.VII típusú német géppel szemben. Harmadik és negyedik győzelmét 1918. augusztus 7-én szerezte két Pfalz D.III-as ellen. Ötödik győzelmét augusztus 13-án szerezte meg több ausztrál pilótával közösen. Hatodik győzelmére három nappal később tett szert, mikor Wavrin fölött lelőtt egy Fokker D.VII vadászgépet. Utolsó, hetedik győzelmét október 30-án aratta délután Sopwith Snipe típusú gépével.
A pilóta túlélte a háborút és érdemeiért megkapta a Kiváló Repülő Keresztet (Distinguished Flying Cross). Háború utáni életéről nincs forrás. Annyit tudunk, hogy az Amerikai Egyesült Államokban, a Florida állami Sarasotában halt meg 1966. márciusában.

### Légi győzelmei
A háború alatt hét légi győzelmet szerzett. Mindet a 4. ausztrál repülőszázad kötelékében, hatot Sopwith Camel, az utolsót Sopwith Snipe típusú géppel.
| Sorszám | Dátum               | Egység                   | Repülőgép     | Ellenfél     |
| ------- | ------------------- | ------------------------ | ------------- | ------------ |
| 1       | 1918. július 14.    | 4. ausztrál repülőszázad | Sopwith Camel | AGO C        |
| 2       | 1918. július 30.    | 4. ausztrál repülőszázad | Sopwith Camel | Fokker D.VII |
| 3       | 1918. augusztus 7.  | 4. ausztrál repülőszázad | Sopwith Camel | Pfalz D.III  |
| 4       | 1918. augusztus 7.  | 4. ausztrál repülőszázad | Sopwith Camel | Pfalz D.III  |
| 5       | 1918. augusztus 13. | 4. ausztrál repülőszázad | Sopwith Camel | C            |
| 6       | 1918. augusztus 16. | 4. ausztrál repülőszázad | Sopwith Camel | Fokker D.VII |
| 7       | 1918. október 30.   | 4. ausztrál repülőszázad | Sopwith Snipe | Fokker D.VII |